# Babywoman
Babywoman — дебютный студийный альбом британской модели Наоми Кэмпбелл, выпущенный 3 октября 1994 года на лейбле Epic Records. Пластинка стала первой и последней полноформатной музыкальной работой Кэмпбелл. 

## Об альбоме
Над альбомом работали такие продюсеры и авторы, как Гэвин Фрайдей, Тим Сименон, Youth, Джастин Штраус, Брюс Робертс и P.M. Dawn. В музыкальном плане это преимущественно R&B-альбом, однако включающий в себя элементы хауса, трип-хопа и кантри.
Альбом был встречен смешанными отзывами критиков, а также стал коммерчески провальным в Великобритании, где он смог достичь только 75-го места в альбомном чарте. Тем не менее, в остальном мире альбом пользовался популярностью, в Японии он имел большой успех. Всего в мире было продано более миллиона копий альбома.
С альбома были выпущены два сингла: «Love & Tears», который занял 40 место в британском чарте, и «I Want to Live».
Эмма Форрест из NME написала: «Дебютная вокальная попытка Наоми Кэмпбелл не так уж и плоха, как могла бы быть. Ее голос — безобидный, слабый ноющий альт, но не в этом проблема».

## Список композиций
| №                   | Название                   | Автор(ы)                       | Длительность |
| ------------------- | -------------------------- | ------------------------------ | ------------ |
| 1.                  | «Love & Tears»             | Gavin Friday, Tim Simenon      | 4:20         |
| 2.                  | «I Want to Live»           | Gavin Friday, Maurice Seezer   | 3:55         |
| 3.                  | «Ride a White Swan»        | Marc Bolan                     | 3:32         |
| 4.                  | «Life of Leisure»          | Jill Cunniff, Gabrielle Glaser | 4:54         |
| 5.                  | «Babywoman»                | Gavin Friday, Tim Simenon      | 5:39         |
| 6.                  | «Looks Swank (Spooky)»     | Justin Strauss                 | 4:28         |
| 7.                  | «Picnic in the Rain»       | Bruce Roberts                  | 4:32         |
| 8.                  | «When I Think About Love»  | P.M. Dawn                      | 4:42         |
| 9.                  | «All Through the Night»    | Donna Summer, Bruce Roberts    | 5:20         |
| 10.                 | «Sunshine on a Rainy Day»  | Zoë Pollock, Martin Glover     | 5:45         |
| 11.                 | «I Want to Live (Reprise)» | Gavin Friday, Maurice Seezer   | 2:27         |
| Общая длительность: | Общая длительность:        | Общая длительность:            | 43:12        |